# Racing Club de France Football
Racing Club de France Colombes 92 är en fransk fotbollsklubb från Paris. Klubben hade sin storhetsperiod under 30- och 40-talet, då de bland annat vann Ligue 1 1936. För närvarande spelar klubben i Championnat de France Amateurs 2, franska division 5. Hemmamatcherna spelas på Stade Yves-du-Manoir.

## Meriter
- Franska mästare: 1936
- Franska Cupen: 1936, 1939, 1940, 1945, 1949

### Historiska namnändringar
- Racing Club de France : (1896-1932, 1966-1981, 2005-2007)
- Racing Club Paris : (1932-1966, 1981-1987, 1999-2005)
- Matra Racing : (1987-1989)
- Racing Paris 1 : (1989-1991)
- Racing 92 : (1991-1995)
- Racing Club de France 92 : (1995-1999)
- Racing Club de France football 92 : (2007-2009)
- Racing Club de France Levallois 92 : (2009-2012)
- Racing Club de France Colombes 92 : (2012-)